# ユグォン
キム・ユグォン（朝鮮語: 김 유권, 1992年4月9日 - ）は、大韓民国の歌手、俳優である。Block B、BASTARZ、T2Uのメンバー。血液型A型。京畿道水原市出身。デジタルソウル文化芸術大学演技芸術学科卒業。

## 来歴
2011年4月、Block Bのメンバーとしてデビュー。また、P.Oとビボムと共に同グループのサブユニット「BASTARZ」として活動を開始する。
2017年、テイルと共にユニット「T2U」として活動を開始。歌手であるロシーと一緒に、ドラマ「ジャグラーズ」のOST曲「Baby Baby」をリリースした。
2018年1月8日、ユグォンのソロ曲「Everythin'」を発表し、曲の演奏と作詞を担当した。この曲はBlock Bのアルバム『Re:Montage』に収録された。
2020年5月18日、入隊。

## ディスコグラフィ

### アルバム
- Rise Up（2019年）

### 参加作品
- Baby Baby" with Rothy（2017年） - サウンドトラック『Jugglers』に収録

## 出演

### バラエティー
- ヒット・ザ・ステージ（2016年、Mnet）
- オンスタイル口紅プリンス（2016年、オンスタイル）
- ランキング1位、2位、3位（2017年、MBC）

### ドラマ
- ジャンプする少女（2015年、kakao）
- ラジオロマンス〜愛のリクエスト〜（2018年、KBS） - カン・ミヌ役

### 映画
- スリリングな日常-Qちゃん- （2016年） - 主演

### ミュージカル
- すべては揺れ動いた（2014年-2015年） - エルヴィス役
- 春〜その日に戻ることができたら〜（2015年） - カン・ヨンフォン役
- ラン・トゥ・ユー〜ストリート・ライフ〜（2015年） - スチャン役
- ハイツで（2016年-2017年） - ウスナヴィ役
- グレート・キャッツビー（2017年） - ハウンド役